# Camponotus auriculatus
Camponotus auriculatus é uma espécie de inseto do gênero Camponotus, pertencente à família Formicidae.